# Дин (южнокорейский певец)
Квон Хёк (кор. 권혁; род. 10 ноября 1992), более известный под псевдонимом Дин — южнокорейский альтернативный R&B певец и музыкальный продюсер. Участник хип-хоп крю FANXY CHILD. Известен своими коллаборациями как с корейскими, так и с американскими артистами.

## Биография

### Ранняя жизнь
Квон Хёк родился и вырос в Хонгун-доне, Сеул. Начал проявлять интерес к американскому хип-хопу и рэпу в средней школе и стал петь в старших классах. В то время он рассматривал музыку как «бегство от учебы». Поначалу держал своё увлечение в секрете от родителей, хотя узнав это, они поддержали решение сына стать артистом.
Дин начал свою карьеру с шестнадцати лет, выступая с рэпером Keith Ape. Уже в восемнадцатилетнем возрасте писал песни для K-pop артистов под именем «Deanfluenza». Название произошло от актера Джеймса Дина, чей мятежный образ привлек артиста, и слова «вирус» (англ. influenza), означающего желание Дина оказать «вирусное» влияние на музыкальную индустрию.
В возрасте двадцати лет он находился под руководством, генерального директора Joombas Music Group и продюсера, Хёк Шина. Дин принял участие в написании песен "Black Pearl" EXO и "Voodoo Doll" VIXX.

### 2015: Дебют
Дин дебютировал в США в июле 2015 года с синглом "I'm Not Sorry", в котором участвовал лауреат премии Грэмми Эрик Беллинджер. Клэр Лобенфельд из журнала FACT UK упомянула о его работе с Беллинджером, назвав Дина R&B артистом, за которым нужно следить в 2016 году. Затем он также сотрудничал с Mila J в сингле "Here & Now" и Андерсон Паак в "Put My Hands on You".
Дин дебютировал в Южной Корее в октябре того же года, и его второй сингл "Pour Up", с участием рэпера Зико, был назван "Лучшей R&B и соул-песней" на премии Korean Music Awards 29 февраля 2016 года.

### 2016:130 mood: TRBL, коллаборации
8 января 2016 года Дин выпустил сингл "What 2 Do" с участием Краша и филиппино-американского певца Джеффа Берната. 25 марта состоялся релиз первого мини-альбома 130 mood : TRBL. Он занял 10 место в чарте альбомов Gaon, 3 - мировом чарте альбомов Billboard и 22 - Top Heatseekers, сингл "Bonnie & Clyde" также попал в Billboard's World Digital Songs chart и занял 12 место. Мини-альбом был хорошо принят и номинирован на "Альбом года" и "Лучший R&B & Soul альбом" на премиях Korean Hip-Hop Awards и Korean Music Awards соответственно, а также две песни из альбома "D (half moon)" и "21" получили несколько номинаций.

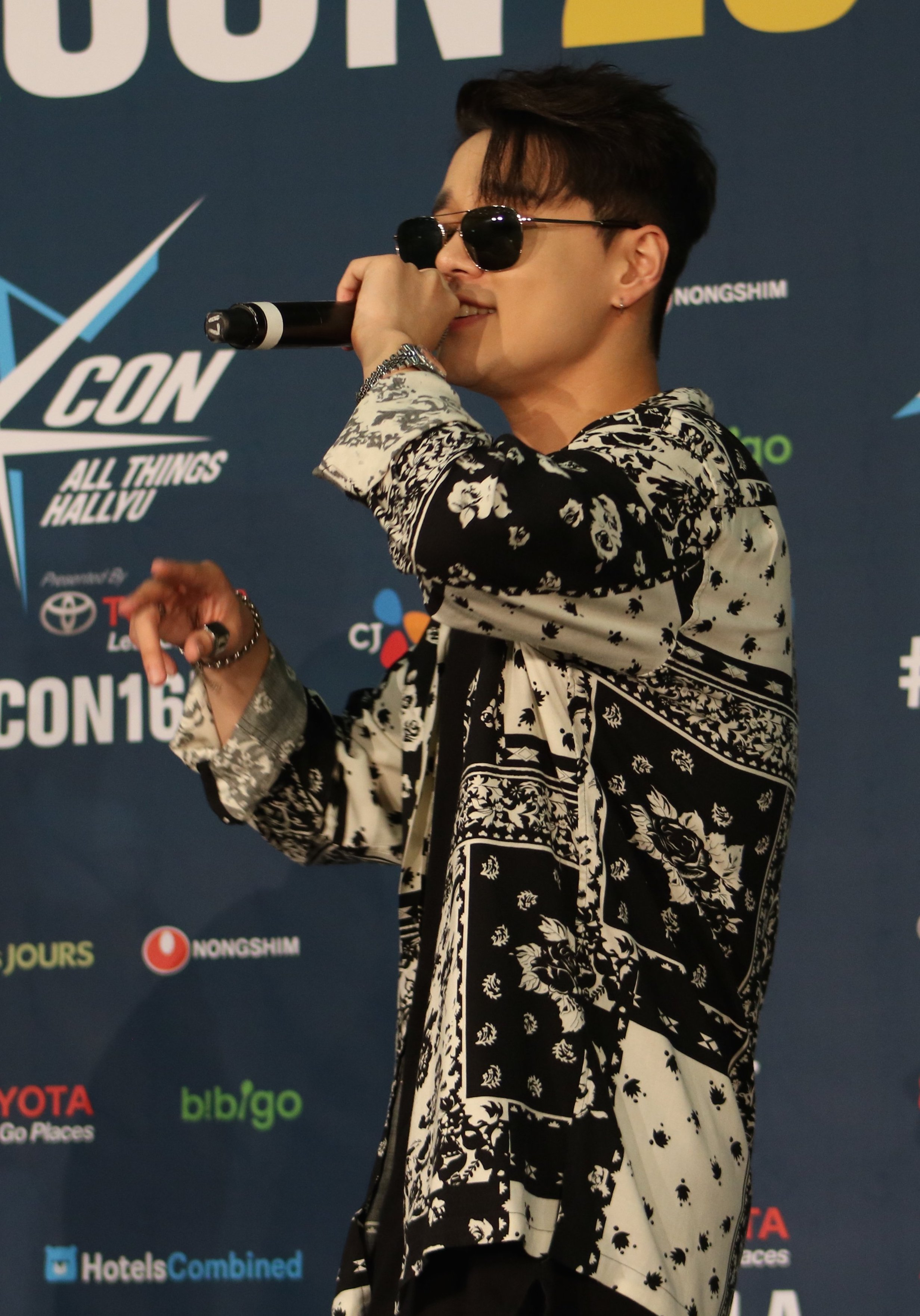
Дин на KCON LA в 2016 году

В середине года Дин участвовал в нескольких коллаборциях, в частности, с Тэён в сингле "Starlight" и Хейз в "Shut Up & Groove" и "And July". В ноябре он сотрудничал со своими друзьями Зико и Краш в песне "Bermuda Triangle", которая дебютировала в Billboard's World Digital Songs Chart на 3 позиции.
Дин также спродюсировал для других артистов и музыкальных шоу. Две песни были написаны для альбома Ли Хай Seoulite, также для бой-бэндов: Block B, Boys Republic и BASTARZ. Он также появился на шоу JTBC Two Yoo Project Sugar Man в качестве продюсера, аранжировав песню Mose. Дин подготовил два трека для участниц шоу Unpretty Rapstar 3.

### 2017—н.в.: Переход к альтернативному R&B
17 февраля 2017 года Дин выпустил сингловый-альбом Limbo с двумя треками: "Come Over" с участием Бэк Йерин и "The Unknown Guest". Заглавный трек "Come Over" быстро поднялся на вершину нескольких южнокорейских музыкальных чартов. В апреле он впервые появился  на хип-хоп шоу на выживание Show Me the Money 6 в качестве продюсера вместе с Зико. В конце года состоялся релиз сингла "Instagram", он возглавил основные музыкальные чарты в Южной Корее, получив статус "Perfect All-Kill".

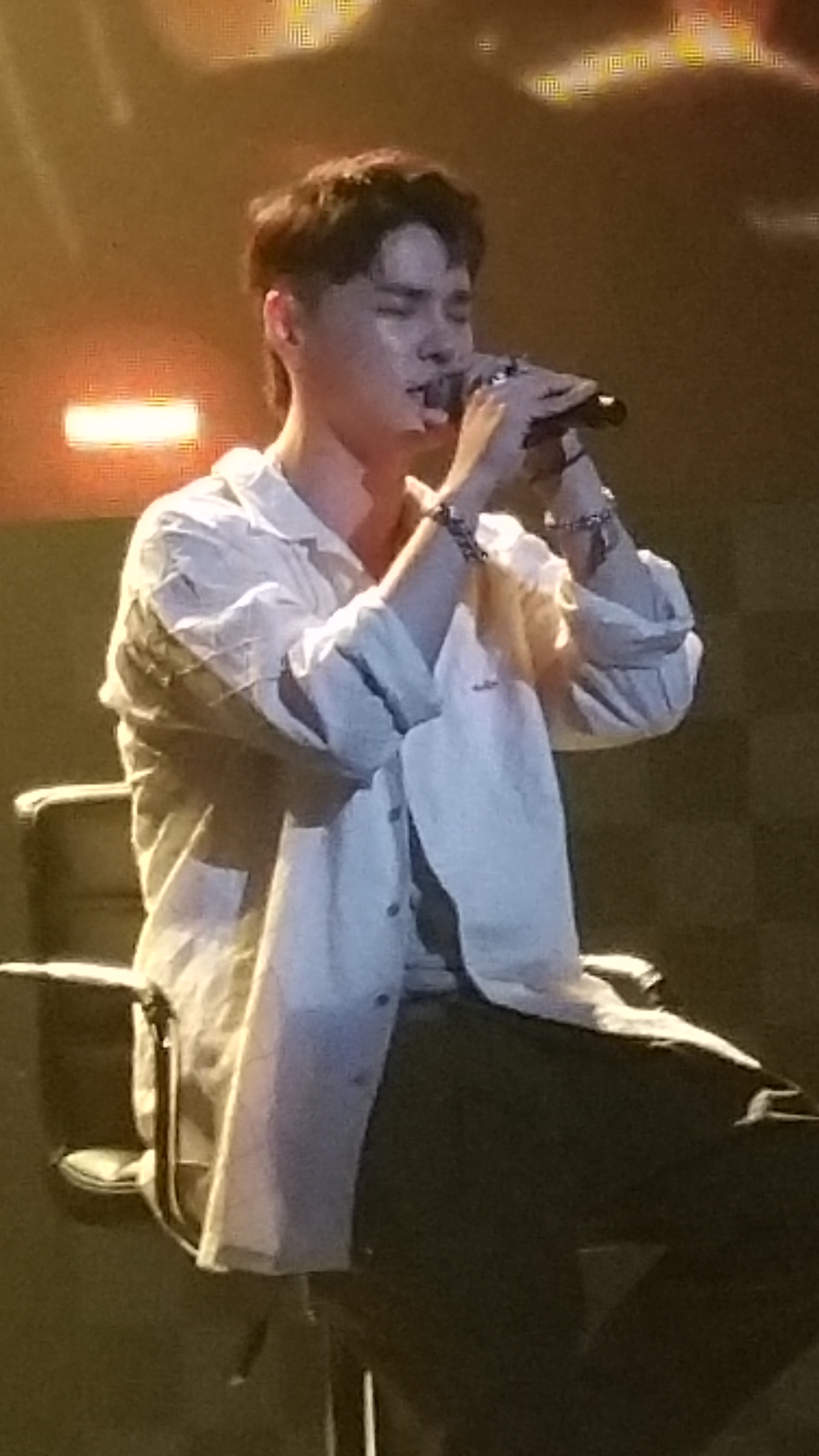
Дин в 2017 году

В апреле 2017 года Дин также участвовал в кампании с Kolon Sport и Бэ Ду На, чтобы защитить вид цветов Leontopodium hallaisanense острова Чеджу, который является исчезающим видом. В июле Kakaopay выпустила коммерческую рекламу Дина и трека, который он спродюсировал для совместной работы (Get the Feeling). Он участвовал в продвижении Корейского сервиса цифровых кошельков. Позже, в сентябре того же года, Дин также сотрудничал с Puma в кампании под названием "Run the Streets", для которой он спродюсировал трек и снялся в коммерческом клипе. В ноябре 2018 года состоялся релиз сингла "Dayfly" с Radmuseum и Солли.
25 мая 2019 года Дин выпустил свой четвертый англоязычный сингл “Howlin’ 404”. 12 июля было объявлено, что Дин вместе с FANXY CHILD (Зико, Краш, Penomeco, Millic и Stay Tuned) проведут концерты в Сеуле 10 и 11 августа после двухлетнего перерыва команды. 31 июля было объявлено, что FANXY CHILD вернутся с синглом “Y”. Он был выпущен 8 августа. В декабре того же года он сотрудничал с Краш для песни "Wake Up".
5 февраля 2020 года Дин спел с корейско-американским рэпером Нафлой в песне "Under the Ground". 4 августа Дин и его коллега Мисо приняли участие в музыкальном сотрудничестве под названием "Imagination" с GQ Korea и Burberry для TB Summer Monogram Collection.

## Влияние
В 2016 году Дин стал первым азиатским артистом, выступившим в Spotify House на SXSW. Журнал Vibe описал Дина как «плавный звук, который напоминает вам Ашера из 90-х годов и Брайсона Тиллера этих лет», а Billboard K-Town назвал его "R&B принцем Азии". 

## Дискография

### Мини-альбомы
- 130 mood : TRBL (2016)